# Medida de Baire
En matemáticas, una medida de Baire es una medida del σ-álgebra de conjuntos de Baire de un espacio topológico cuyo valor en cada conjunto compacto de Baire es finito. En espacios métricos compactos los conjuntos de Borel y los conjuntos de Baire son iguales, por lo que las medidas de Baire son las mismas que las medidas de Borel que son finitas en conjuntos compactos. En general, los conjuntos de Baire y los conjuntos de Borel no tienen por qué ser iguales. En espacios con conjuntos que no son de Baire Borel, las medidas de Baire se utilizan porque se conectan más directamente con las propiedades de funciones continuas.

## Variaciones
Existen varias definiciones no equivalentes de conjuntos de Baire, por lo que, en consecuencia, existen varios conceptos no equivalentes de medida de Baire en un espacio topológico. Todos estos coinciden en espacios que son espacios de Hausdorff σ-compactos localmente compactos.

## Relación con la medida Borel
En la práctica, las medidas de Baire pueden sustituirse por medidas regulares de Borel. La relación entre las medidas de Baire y las medidas regulares de Borel es la siguiente:
- La restricción de una medida de Borel finita a los conjuntos de Baire es una medida de Baire.
- Una medida de Baire finita en un espacio compacto siempre es regular.
- Una medida de Baire finita en un espacio compacto es la restricción de una medida de Borel regular única.
- En espacios métricos compactos (o σ-compactos), los conjuntos de Borel son iguales que los conjuntos de Baire y las medidas de Borel son las mismas que las medidas de Baire.

## Ejemplos
- La medida de conteo en el intervalo unitario es una medida en los conjuntos de Baire que no es regular (o σ-finita).
- La medida de Haar (izquierda o derecha) en un grupo localmente compacto es una medida de Baire invariante bajo la acción izquierda (derecha) del grupo sobre sí mismo. En particular, si el grupo es un grupo abeliano, las medidas de Haar izquierda y derecha coinciden y decimos que la medida de Haar es invariante de traducción. Véase también dualidad de Pontryagin.